# Bruno Ganz
Bruno Ganz (22. března 1941, Curych – 16. února 2019, Curych) byl švýcarský herec.

## Život
Průlomem v jeho kariéře byl film Wima Wenderse Der Himmel über Berlin (Nebe nad Berlínem) z roku 1987, kde hrál roli anděla, a který založil jeho mezinárodní slávu.
Proslul však především rolí Adolfa Hitlera v historickém snímku Der Untergang (Pád Třetí říše) z roku 2004. Za tuto roli by nominován na Evropskou filmovou cenu. Jím ztvárněný Hitlerův záchvat v bunkru na konci války se stal základem mnoha virálních kampaní a parodií po celém světě. V pozdějších letech hrál významné role ve filmech The Reader (Předčítač, 2008) nebo Der Baader Meinhof Komplex (2008). Oba byly nominovány na Oscara.
Roku 2010 získal Evropskou filmovou cenu za celoživotní dílo.